# Parafia Ealing

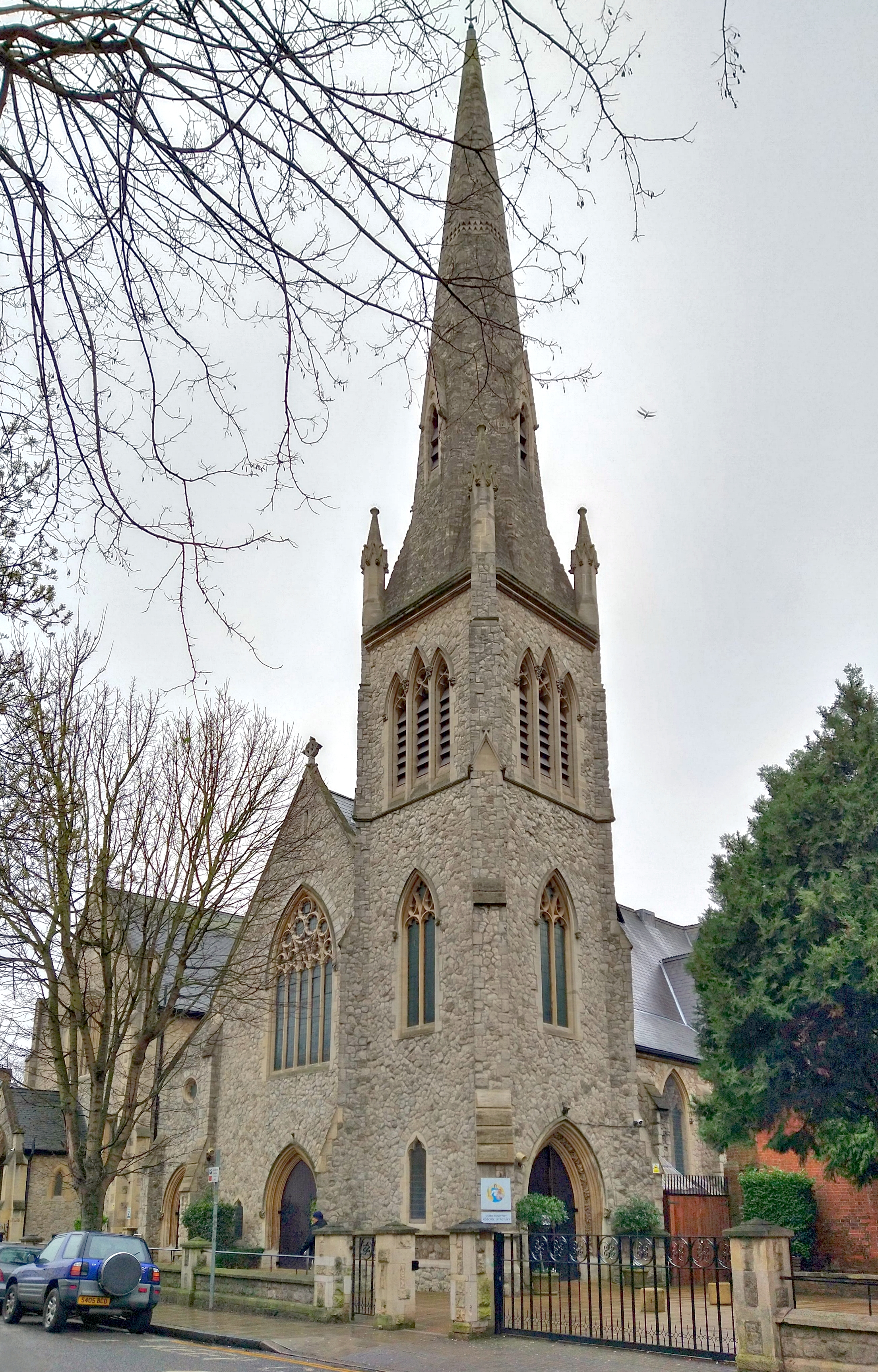
Parafia Ealing

Parafia Ealing é uma igreja católica polaca em Ealing. É um edifício listado como Grau II.